# Триеннале Сетоути

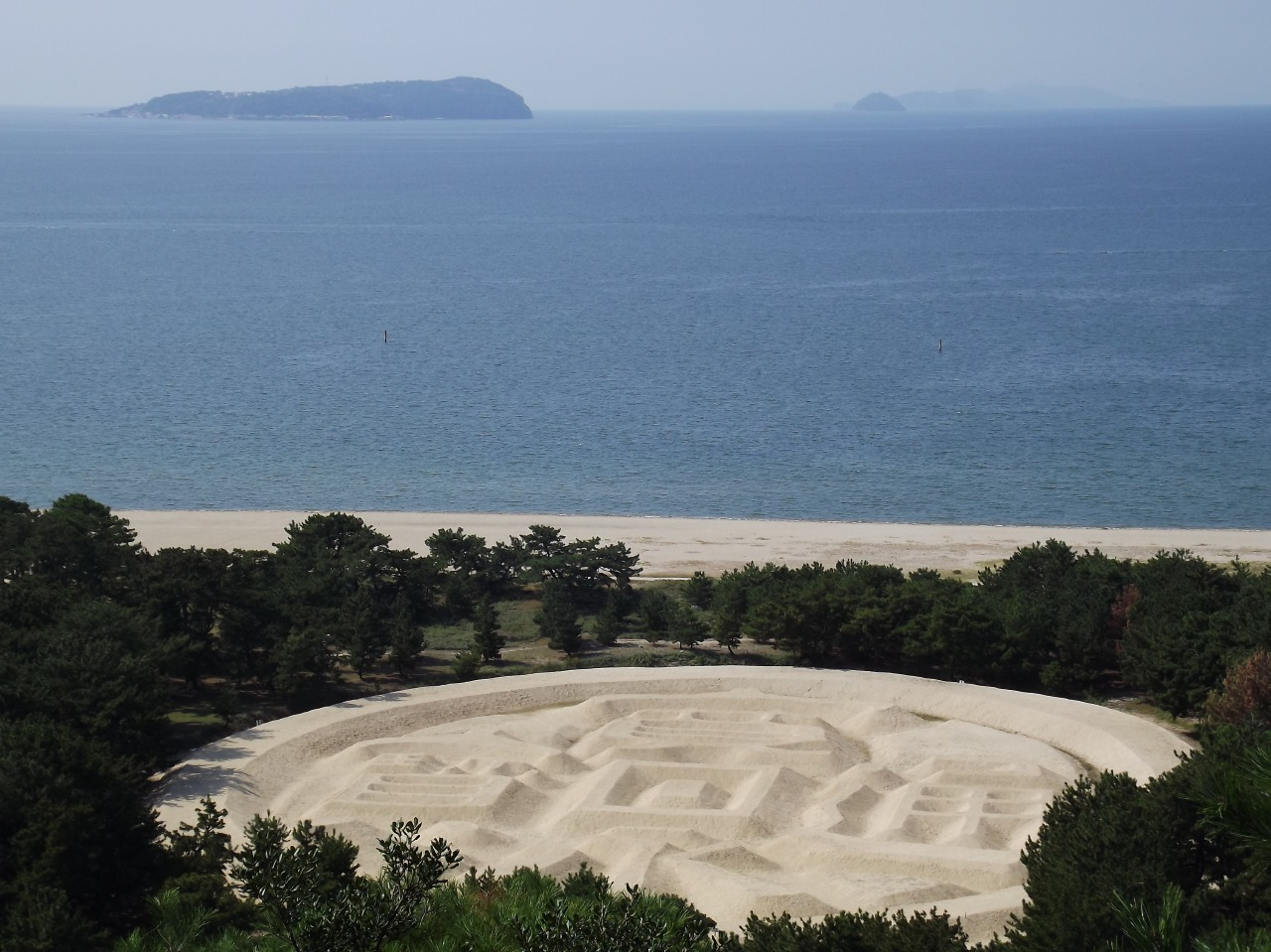
Временная инсталляция на острове Ибукидзима

Триеннале Сетоути (яп. 瀬戸内国際芸術祭, англ. Setouchi Triennale) — фестиваль современного искусства, проводящийся на двенадцати островах Внутреннего Японского моря и в двух приморских городах. Фестиваль проводится с 2010 года, его цель — ревитализация региона Внутреннего Японского моря, который страдает от депопуляции. В фестивале принимают участие в среднем сто пятьдесят художников, как из Японии, так и из других стран. В программу фестиваля входит не только изобразительное искусство (скульптуры, инсталляции), но также музыкальные и театральные представления и мероприятия. Программа фестиваля делится на три сессии — весна (март-апрель), лето (июль-сентябрь) и осень (октябрь-ноябрь).
Ближайший фестиваль состоится в 2019 году.

## Острова и города-участники
- Наосима — на этом острове расположено несколько музеев современного искусства
- Тэсима — на этом острове расположен музей современного искусства
- Мэгидзима — остров ассоциируется с мифическим островом Онигасима из легенд о Момотаро. На острове находятся пещеры, в которых, по преданию, жили монстры из легенд
- Огидзима
- Сёдосима — остров известен оливковым садом (единственное место в Японии, где выращиваются оливки), паломническим маршрутом, а также как место, где разворачивается действие романа и фильма «Двенадцать пар глаз»
- Осима — небольшой остров-лепрозорий, один из четырёх лепрозориев Японии. До 1996 года в Японии действовал закон, требовавший обязательной изоляции больных лепрой. Несмотря на то, что закон отменён, на острове-лепрозории продолжают проживать несколько десятков пациентов. Хотя фактически они исцелены и имеют право покинуть остров, их реинтеграции в общество препятствует высокий возраст (в среднем в районе семидесяти-восьмидесяти лет) а также сохраняющаяся в японском обществе социальная стигма по отношению к (бывшим) больным лепрой. В ходе первой триеннале в 2010 году остров впервые был открыт для (ограниченного) посещения[3].
- Инудзима
- Самидзима — бывший остров, ныне, в результате намывов был объединён с островом Сикоку.
- Хондзима — на этом острове расположен исторический район Касадзима, имеющий статус группы традиционных зданий
- Такамидзима
- Авасима
- Ибукидзима
- Такамацу — город, играющий роль центра триеннале. Отсюда отправляются паромы, на которых можно добраться до большинства из островов-участников
- Порт Уно, часть города Тамано — также, как и Такамацу является важным центром водного транспорта (паромов) во Внутреннем Японском море